# حليب نباتي

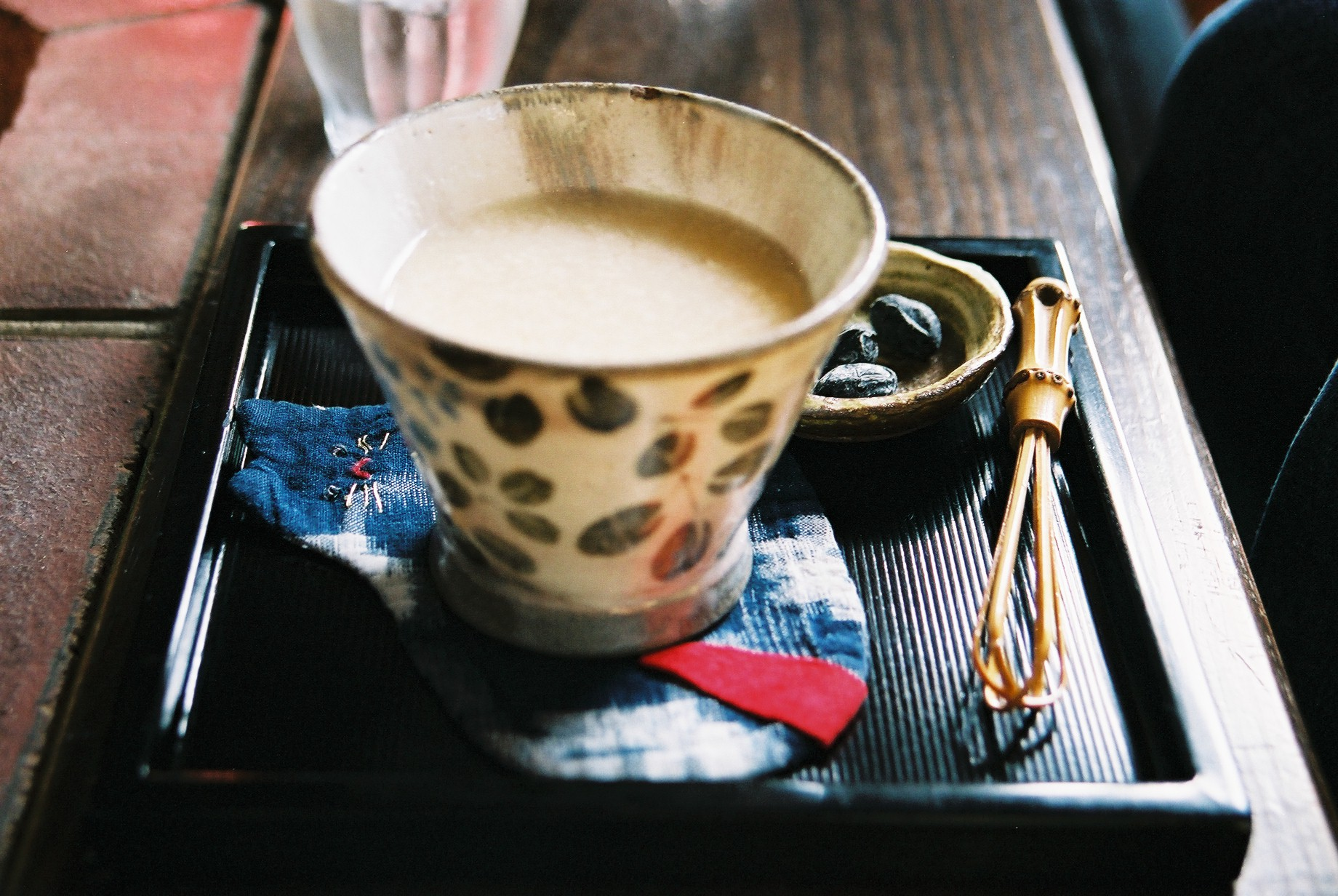
أمازاكي شراب ياباني تقليدي مصنع من حليب الأرز.

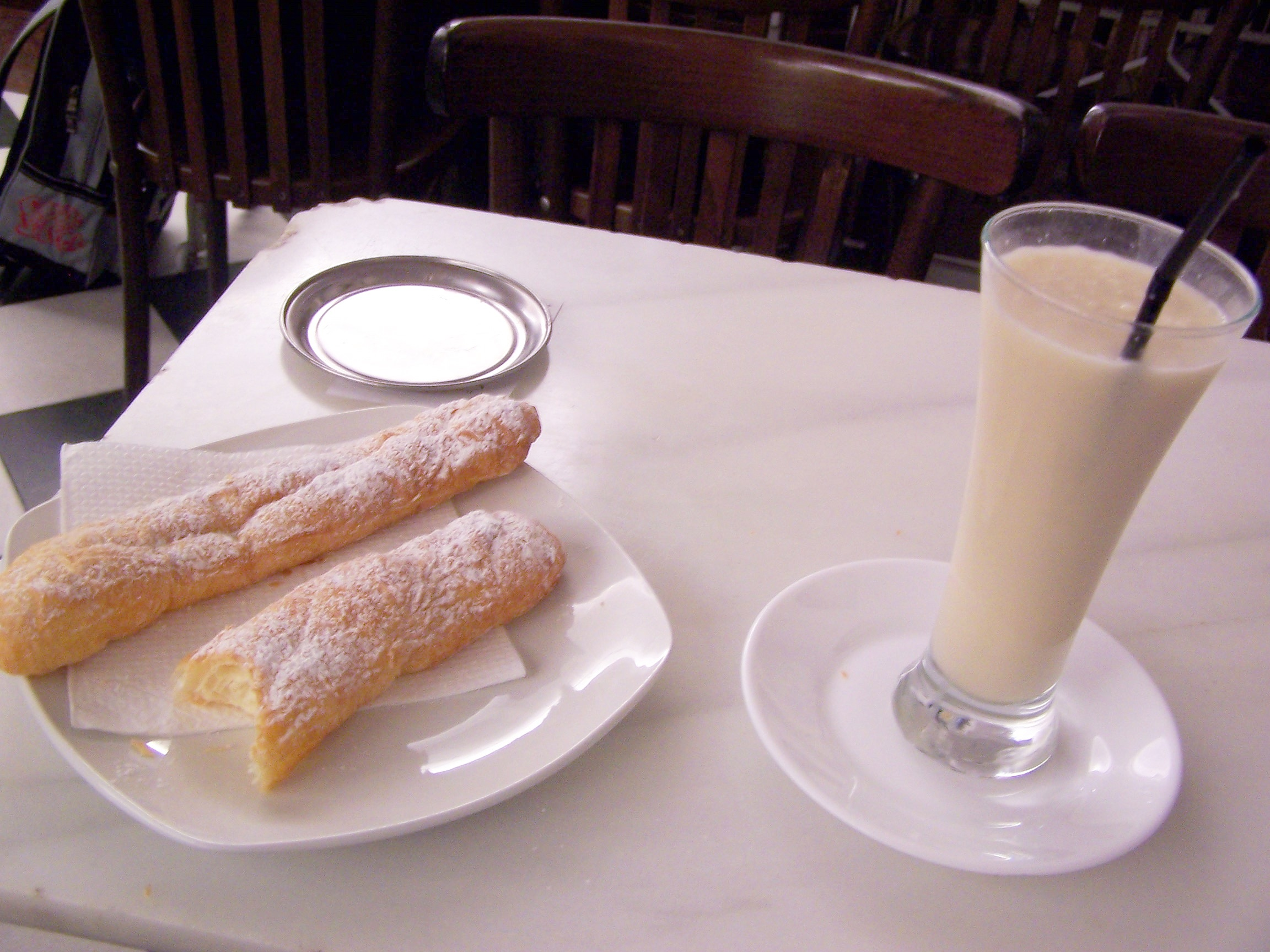
كأس هورتشاتا يقدم في المقاهي الأسبانية.

حليب النبات، أو الحليب نباتي المصدر، هو مصطلح عام لأي منتج شبيه بالحليب مشتق من مصادر نباتية. وقد استهلك حليب النبات لعدة قرون مضت في مختلف الثقافات، باعتبارة إما كمشروب عادي (مثل هورتشاتا الإسباني) أو كبديل عن الحليب البقري، كما تفعله بعض الطوائف المسيحية خلال الصوم الكبير. الأصناف الأكثر شعبية عالميا لحليب النبات هي حليب الصويا، حليب اللوز، حليب الأرز وحليب جوز الهند.باختلاف محتوى البروتين. لا يحتوى على اللاكتوز أو الكوليسترول، وعادة ما يباع بإضافة الكالسيوم والفيتامينات. وخاصة B12.
هناك أسباب عديدة لاستهلاك الحليب النباتى: كأسباب أخلاقية (رعاية الحيوان) ,أسباب بيئية، أسباب صحية، بما في ذلك عدم تحمل اللاكتوز، حساسية الحليب و.. والنباتى والنباتى البيضى وأسباب دينية، مثل بعض الطوائف المسيحية خلال الصوم الكبير، وتفضيل الذوق البسيط. في الولايات المتحدة، كان حليب الصويا هوالحليب الأكثر شعبية غير الألبان، ولكن بداية من 2010 بدأ ان يزيد شعبية حليب اللوز، وفي عام 2013 تجاوز حليب الصويا باعتباره الصنف الأكثر شعبية. حليب شعبى اخر في الولايات المتحدة الأمريكية وهوالأرز وجوزالهند. في الولايات المتحدة، تبلغ نسبة الحليب النباتى حوالى 9.3% من اجمالى سوق الألبان. في أوروبا حليب الصويا والشوفان يحظان بشعبية. هناك أيضا حليب القنب، وحليب الكاجو وحليب البندق والحليب من البازلاء والترمس. من المتوقع أن تبلغ قيمة السوق البديلة لمنتجات الألبان العالمية 16.3 مليار دولار أمريكى في عام 2018. يستخدم حليب النبات لصنع المثلجات ,كريمة النبات، الجبن النباتى واللبن الزبادى( على سبيل المثال، زبادى الصويا).